# Ystad Djurpark

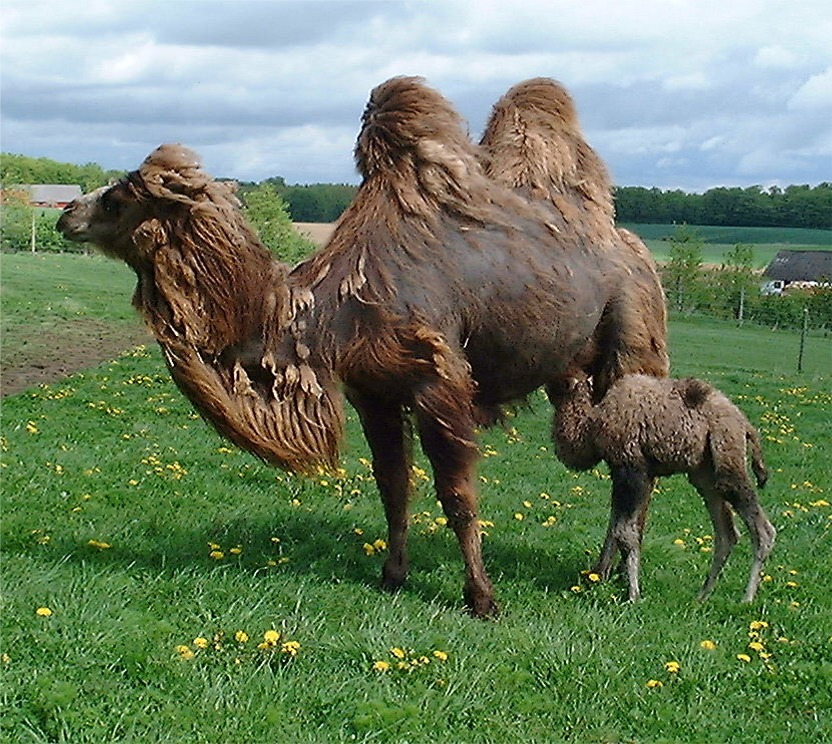
Kamel med föl

Ystad Djurpark är belägen nära Skårby en mil nordväst om Ystad. Parken öppnade 1998 och ligger i ett böljande gräslandskap. I parken visas över sjuttio djurarter från olika delar av världen. Parken har öppet från första maj till och med andra helgen i oktober. Under maj är parken öppen onsdagar till söndagar. Under juni till augusti alla dagar utom midsommarafton, under september torsdag till söndag och i oktober endast helger. 

## Djuren
I parken finns många större exotiska djur med naturligt ursprung i öppna gräslandskap som savann, prärie och stäpp, till exempel kamel, zebra, antiloper, watusi, jak, bison, lama, alpacka, struts och nandu, men också älgar, primater (lemurer, flera arter tamariner och silkesapor) och mindre däggdjur (till exempel kapybara, mara, muntjak och surikat). Påfåglar rör sig fritt i parken. I visningsstallet finns lantraser från hela världen så som belted galloway, ullsvin och dorperfår. Djurparken har även hotade genbanksdjur av öländsk dvärghöna och mellerudskanin. Parken har också ett terrarium med kryp- och kräldjur som ormar, ödlor, grodor och insekter.
Ystad djurpark är medlem i Europeiska djurparksföreningen och Svenska djurparksföreningen.

## Service och rekreation

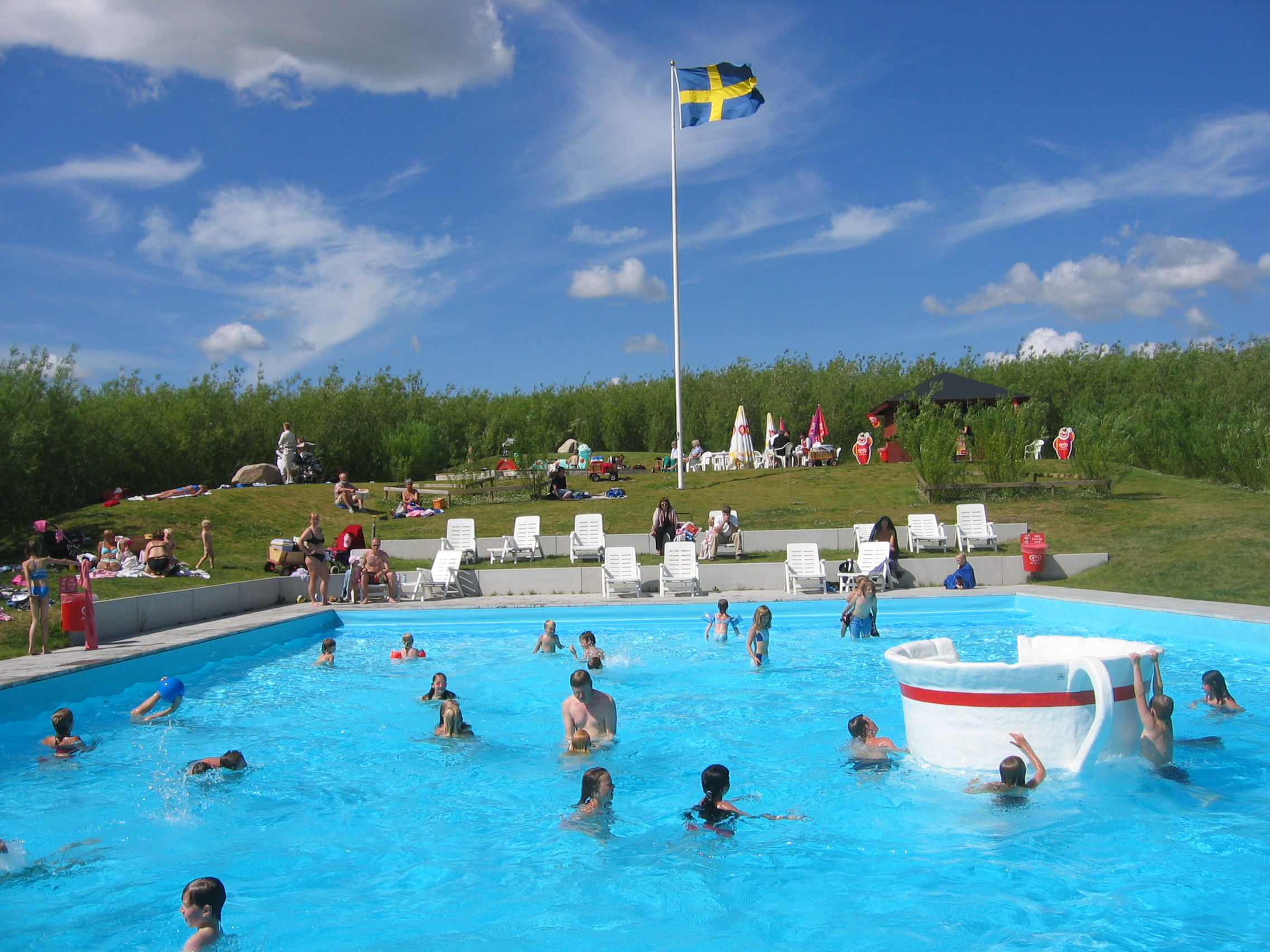
Pool i djurparken

På Ystad Djurpark finns ett café/restaurang, grill och matservering samt glasskiosk. Man kan sitta på ett stort utedäck, i en äppelträdgård eller i ett växthus intill lemurerna. I parken finns ett utomhusbad med uppvärmda pooler, omklädningsrum och toaletter (öppet 1 juni till 31 augusti).

## Aktiviteter
Matningar inför publik sker dagligen. Man kan även boka specialvisningar, guidade turer och Djurmöten (med lemurer eller surikater). För barn finns klapphage, smådjursklappning och flera lekplatser. Ystad Djurpark har också Djurparksläger för barn (9-14 år), med eller utan övernattning.

## Utbildning
På Ystad Djurpark bedrivs omfattande undervisning för blivande djurskötare i samarbete med Ystad gymnasium. Utbildningen har nu fått riksintag så man kan söka den var man än bor i landet. Under den treåriga utbildningen tillbringar eleverna sammanlagt ett år på djurparken, där de deltar i skötsel av alla djuren, har lektioner med parkens zoolog och veterinär, lär sig guida besökare etc. Många skolklasser kommer också på studiebesök till Ystad Djurpark och det finns arbetsmaterial för olika årskurser att ladda ner inför besöket.